# Le novelle del compianto Ivan Petrovič Belkin
(Denis Fonvizin, Il minorenne, epigrafe che introduce l'opera di Puškin)
Le novelle del compianto Ivan Petrovič Belkin (Пóвести покóйного Ивáна Петрóвича Бéлкина, Povesti pokojnogo Ivana Petrovica Belkina), il cui titolo è tradotto anche come Racconti del defunto Ivàn Petróvič Bélkin, Le novelle del defunto Ivan Petrovič Belkin e I racconti di Belkin, è una raccolta di 5 novelle scritte da Aleksandr Puškin a Bòldino nel 1830 e pubblicate nel 1831.
Nell'introduzione all'opera, Puškin finge di essere l'editore delle novelle che Ivan Petrovič Belkin, un negligente possidente terriero, ha udite da varie persone e messe per iscritto. Viene anche allegata da Puškin una lettera scritta da un presunto amico di Belkin in cui sono narrati alcuni aneddoti circa la vita di Ivan Petrovič: il ritratto che ne esce delinea una personalità misteriosa e affascinante, poco dedita agli affari quanto piuttosto amante delle lettere e della cultura.
Ad ogni novella è premessa una citazione tratta da opere di autori esclusivamente russi, secondo un procedimento molto usato da Puškin: ogni citazione si ricollega per affinità tematica alla novella o fa da contrappunto.
Nel manoscritto che Puškin finge di aver ritrovato e del quale cura la pubblicazione sono annotati le iniziali e il titolo di coloro i quali hanno raccontato la storia a Belkin.

## Analisi dell'opera
I cinque racconti, apparentemente, non hanno un filo conduttore che li lega in modo diretto; tutti, infatti, hanno trame e protagonisti diversi. Probabilmente Puškin, in un primo momento, li compose in forma autonoma tra di loro e, solo successivamente, inserì una cornice narrativa che li legasse e che garantisse quindi l'unità narrativa. La cornice è rappresentata nella figura di Belkin, che però è un personaggio fittizio (in quanto mai esistito) e, di conseguenza, anche la cornice narrativa è fittizia.
Come sottolineato da Vissarion Grigor'evič Belinskij, la rappresentazione di tale scenario realistico è, in realtà, semplice apparenza. Si tratta solo di uno dei tanti giochi narrativi presenti nell'opera.
Un altro gioco è quello delle parodie. Ogni racconto si presenta come la parodia o l'imitazione di uno dei generi letterari, in voga in quel periodo, nei romanzi (es.: racconto sentimentale, racconto-vaudeville, racconto grottesco…). L'elemento più interessante, in realtà, è che l'autore fa compiere ai propri personaggi azioni abituali e conformi ad un dato genere letterario e poi li fa arrivare a soluzioni diverse, con un finale non previsto dal genere letterario di riferimento (es.: nel racconto Il mastro di posta, chiara parodia del genere sentimentalista, la ragazza sedotta non viene né abbandonata, né tanto meno muore a causa di un amore impossibile, ma riesce a costruire una famiglia con il suo amato).
Un ulteriore gioco letterario è il fatto, che ci siano ben quattro narratori diversi all'interno dell'opera:
- il primo è lo stesso Puškin, all'interno della Nota dell'editore;
- il secondo è un narratore implicito, ovvero lo stesso Belkin che interagisce con i personaggi dell'opera;
- il terzo è Silvio (personaggio del racconto Il colpo di pistola);
- il quarto è il conte (personaggio del racconto Il colpo di pistola).

## Il colpo di pistola
(Baratýnskij, citazione premessa da Puškin)
(La sera al bivacco)
Questa storia fu raccontata dal tenente colonnello I. L. P. e si articola in due parti. Nella prima parte il tenente colonnello racconta di essere stato di stanza in un paesino di campagna. La sua vita era monotona e scandita dalle esercitazioni militari. L'unica esperienza diversa che provava, condivisa anche da altri ufficiali, era la frequentazione con un uomo misterioso e particolare, Silvio (in realtà, si tratta di un nome convenzionale in quanto il vero nome di battesimo è taciuto).
Silvio ha una sola passione, sparare: tutta la sua casa è costellata da fori di proiettile ed è persino un migliore tiratore rispetto agli ufficiali. Una sera, ad una cena con i soldati, viene insultato da uno dei suoi ospiti, appena giunto nel posto. Contrariamente a quanto tutti si aspettano - in particolare proprio il narratore - Silvio decide di lasciar passare l'accaduto e di non sfidare il giovane avventato a duello, come avrebbe avuto diritto. Silvio riceve poi inaspettatamente una lettera e decide di dover partire. Invita per un'ultima volta gli ufficiali e dopo essersi congedato da tutti trattiene il colonnello. Gli racconta che una voltà sfidò a duello un giovane, davvero fortunato e sfacciato: al momento del duello mangiava ciliegie aspettando il tiro dell'avversario. Silvio decise dunque di rimandare il duello in quanto teneva in così poco conto la vita. Da allora non si erano più rivisti e la lettera ricevuta lo aveva informato che il suo avversario si stava per sposare. Silvio riteneva che ogni rischio che avrebbe potuto correre sarebbe stato da evitare in vista del duello che aveva lasciato in sospeso: per questo non sfidò il giovane.
La seconda parte si apre a distanza di qualche anno in una residenza di campagna. La vita trascorre monotona, cosicché il colonnello è felice quando apprende che in un possedimento vicino, la contessa B. (che fino a quel momento ci aveva vissuto un solo mese in cinque anni di matrimonio) è giunta col marito per l'estate. Si reca a trovarli: in casa loro nota un quadro che reca due fori di proiettile perfettamente combacianti. Racconta loro di aver conosciuto un uomo in grado di sparare così precisamente: Silvio. Questo nome atterrisce la coppia. Il giovane racconta di esser la persona che Silvio sfidò. Silvio si ripresentò poco dopo il suo matrimonio reclamando il suo diritto a colpire. Tuttavia Silvio decise di ripetere il sorteggio. Il primo colpo toccò ancora al giovane che però fallì colpendo il quadro. Silvio temporeggiò prima di sparare mentre nella stanza della casa si presentò anche la moglie, che si prostrò ai suoi piedi chiedendo pietà. Soddisfatto della vendetta ottenuta, Silvio rinunciò al tiro e uscendo colpì il quadro nello stesso punto senza prendere la mira. Da allora nessuno seppe più nulla di lui, ma si dice sia morto in combattimento al tempo dell'insurrezione di Alessandro Ypsilanti.
Il racconto è stato oggetto di trasposizione cinematografica nel 1942 con il titolo di Un colpo di pistola, diretto da Renato Castellani. Le riprese all'aperto sono state girate a Canzo.

## La tormenta
(Žukovskij)

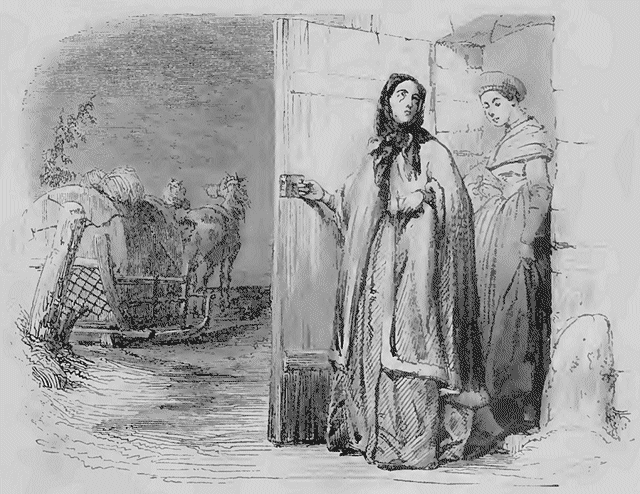
Illustrazione di anonimo francese pubblicata nel 1843

La giovane K. I. T. narrò questa storia a Belkin. La storia è ambientata alla fine del 1811 a Nenarodovo. Qui la giovane Mar'ja Gavrilovna, figlia di un possidente cortese e affabile, educata sui romanzi francesi, e di conseguenza [...] innamorata, vive la sua storia d'amore con Vladimir Nikolaevič, un «sottotenente dell'esercito», poco abbiente e mal visto dai genitori di Mar'ja. Vladimir propone alla ragazza un matrimonio segreto nella vicina chiesa di Žadrino e Mar'ja, spinta dalla passione per il giovane, accetta immediatamente. Tuttavia, mano a mano che si avvicina il giorno delle nozze, Mar'ja è sempre più ansiosa e cogitabonda tanto che la sera stessa del fatidico giorno pare voler rinunciare. Convinta dalla cameriera, complice del piano, sale sulla carrozza che la porterà alla chiesa mentre ulula il vento e infuria la tormenta.
Vladimir, lasciata la sua dimora, è costretto a viaggiare in condizioni climatiche pessime: la tormenta gli impedisce di vedere. Dopo essersi addentrato in un bosco si trova in un villaggio che scopre suo malgrado non essere Žadrino. Il figlio di un contadino alla cui porta bussa, lo accompagna a Žadrino, ma quando vi giunge è ormai già mattino, la chiesa è deserta, e apprende cosa nel frattempo è accaduto.
A questo punto la narrazione smette di seguire le vicende di Vladimir, non rivelando cosa questi è venuto a sapere, e torna da Mar'ja Gavrilovna. La ragazza, rientra in casa e trascorre una giornata apparentemente serena in compagnia dei genitori, ma la notte si sente male e incomincia a delirare. Dalle sue parole confuse, la madre ricostruisce solo in parte la verità, e cioè che Mar'ja è innamorata di Vladimir Nikolaevič, sebbene sbagli, come si scoprirà alla fine, nell'attribuire a questo amore la causa della malattia. La donna si consulta col marito e insieme decidono di convocare Vladimir per annunciargli la loro decisione di acconsentire al matrimonio. Quale non è la loro sorpresa nel ricevere in risposta al loro invito una lettera nella quale Vladimir dichiara che non avrebbe mai più messo piede a Nenarodovo, e chiede di essere dimenticato. Trascorsi pochi giorni, si viene a sapere che è tornato nell'esercito, e vari mesi dopo che, ferito gravemente nella battaglia di Borodino, è morto a Mosca, alla vigilia dell'entrata in città dei francesi. La notizia, contrariamente a quanto i genitori temono, non sconvolge Mar'ja, che perde i sensi senza cadere ammalata.

Il tempo scorre e Gavril Gavrilovič muore, lasciando unica erede la figlia. Insieme alla madre, Mar'ja decide di trasferirsi in un'altra tenuta, e qui, continuando a conservare gelosamente i libri di Vladimir, le sue poesie e i suoi spartiti, rifiuta tutti i pretendenti. Finché non compare il colonnello degli ussari, Burmin, eroe di guerra e venuto a rimettersi in salute da una ferita nei suoi possedimenti, vicini alla proprietà di Mar'ja Gavrilovna. La giovane prova un vivido interesse per l'uomo, pur trattenuto, e il narratore chiosa, citando, in italiano anche nel testo originale, Petrarca:
L'amore rinasce gradualmente nel cuore di Mar'ja, che sa di non potersi legare a Burmin e, ciò nonostante, attende la sua dichiarazione, essendo anch'egli visibilmente attratto da lei e oppresso da qualcosa. Un giorno, Burmin incontra Mar'ja nei pressi di un laghetto nel giardino della casa della ragazza, e le confessa il proprio amore. Le rivela anche di non poterla sposare, perché già unito in matrimonio. Spiega quindi che, all'inizio del 1812, diretto a Vil'nius, dove era di stanza il suo reggimento, aveva perduto la strada per colpa di una tempesta di neve. Arrivato in un villaggio, era stato difilato portato in una chiesa, debolmente illuminata, dove su una panca sedeva una ragazza, semisvenuta e perciò sostenuta da quattro persone. Il vecchio pope gli aveva chiesto se poteva cominciare, e lui, incantato dalla bellezza della fanciulla, aveva distrattamente assentito. Era stato ammogliato senza rendersene conto, ma al momento del bacio, la fanciulla lo aveva guardato in viso e aveva gridato: «Ah, non è lui!» Solo allora tutti lo avevano osservato bene e capito l'errore di persona, mentre lui era fuggito via. Il lettore realizza solo ora cosa si era sentito dire Vladimir, arrivando a Žadrino in ritardo, e perché, pazzo di dolore, era andato in guerra. Come pure che Mar'ja, anche volendo, non avrebbe potuto accettare nessuna proposta di matrimonio.
Dal racconto fattole, Mar'ja riconosce in Burmin suo marito, gli afferra la mano e si fa riconoscere, a sua volta, dall'ussaro, che si getta ai suoi piedi.
Nel 1964 ne è stato tratto un omonimo film di Vladimir Basov, La tormenta.

## Il fabbricante di bare
(Deržavin)
Belkin ascoltò questa novella dall'amministratore B. V., che non è fra i protagonisti del racconto stesso. Adriàn Próchorov è un fabbricante di bare moscovita che si è appena trasferito, assieme alle due figlie Akulìna e Dàr'ja e alla domestica Aksìn'ja, « dalla via Basmànnaja alla Nikìtskaja ». Próchorov, a differenza di altri becchini shakespeariani o scottiani, non è un uomo allegro e scherzoso, bensì dal « carattere » che « corrispondeva perfettamente al suo lugubre mestiere »: cupo, sempre pensieroso, scontroso e dispotico con le figlie e la governante. Dopo essersi stabilito nella sua nuova residenza, in cui si vendono e riparano bare, Gottlieb Schulz, il calzolaio tedesco vicino di casa, lo invita a festeggiare l'indomani le sue nozze d'argento con la quarantenne Luisa.
Alla festa ci sono soprattutto artigiani tedeschi; è presente anche la guardia municipale russa Jurko. I convitati bevono molto e i brindisi si susseguono copiosamente. A un tratto uno degli ospiti propone che ciascuno dei presenti s'inchini a coloro per i quali lavora: la proposta viene accolta con grande entusiasmo. Ad Adriàn viene urlato da Jurko: « Allora? Tu, batjuška, brinda alla salute dei tuoi morti ». Tra le fragorose risate generali, Adriàn si offende profondamente. Nessuno se ne avvede e alla fine della festa, tornato a casa ancora arrabbiato e ubriaco, si pente dell'invito che aveva avuto in animo di ricambiare per festeggiare la nuova casa. Dichiara di voler invece invitare per l'indomani i morti, perché il suo lavoro non ha una minor dignità rispetto agli altri.
Addormentatosi, Adriàn sogna la festa a casa, tutta popolata da scheletri, che in seguito a uno screzio lo insultano e lo minacciano. Risvegliatosi e realizzato con suo grande sollievo che si è trattato solo di un sogno, ordina immediatamente un tè e che si presentino le figlie.

## Il mastro di posta
(Principe Vjazemskij)
La storia è narrata dal consigliere titolare A. G. N. Nel maggio del 1816 si ferma, durante un viaggio, ad una stazione di posta per il cambio dei cavalli. Nell'attesa, accetta dal mastro locale una tazza di tè. Questo gli viene servito da Dunja, figlia del mastro di posta, una giovane adolescente la cui bellezza stupisce il viaggiatore. I tre discorrono amichevolmente per molto tempo; quando A. G. N. sta per andarsene, rimasto solo sulla porta con la ragazza, le chiede di poterla baciare. Dunja acconsente.
Anni dopo, A. G. N. si ritrova a ripercorrere lo stesso tratto di strada e, ricordandosi dell'anziano mastro di posta e della figlia, passa a trovarli. Con suo grande stupore e dispiacere trova la stazione in decadimento e trascuratezza. Il mastro di posta, Samson Vyrin, è molto invecchiato e, alla precisa domanda di A. G. N. su cosa ne sia stato di Dunja, s'incupisce e borbotta di non saperne nulla. Dopo qualche bicchiere di punch, la lingua del vecchio mastro si scioglie e racconta quel che è accaduto.
Un giorno di tre anni prima era giunto alla stazione un ussaro che, dapprima infuriato per la "classica" attesa alla stazione, alla vista di Dunja, profondamente colpito dalla sua avvenenza, si era calmato e fatto amicizia con il mastro di posta, tanto da accettare il suo invito a cena. Al momento della partenza, l'ussaro si era però sentito male. Il medico, subito accorso, gli aveva prescritto un po' di riposo. Dopo due giorni trascorsi a letto, accudito da Dunja, la mattina del terzo, una domenica, l'ussaro si preparò a partire, e Dunja ad andare a messa. Lo stesso mastro di posta sollecitò la figlia ad accettare l'offerta del giovane ufficiale, il capitano di cavalleria Minskij, di darle un passaggio fino in chiesa. Samson Vyrin attese invano il ritorno di Dunja: la fanciulla era fuggita con l'ussaro, il quale aveva finto il malessere, corrotto il medico, tutto al solo scopo di sedurre la sua vittima. Il mastro di posta aveva deciso allora di prendere un temporaneo congedo dalla stazione e si era recato a San Pietroburgo per riprendersi Dunja.
Aveva scoperto dove l'ussaro alloggiava, era riuscito a incontrarlo, ma questi, dopo un momento di smarrimento, aveva tolto al buon vecchio Samson ogni speranza. Gli aveva detto che non era sua intenzione lasciare Dunja, che lei ormai era avvezza a uno stile di vita sostenuto, e gli aveva dato la sua parola d'onore che l'avrebbe resa felice, quindi si era sbarazzato di lui ficcandogli in tasca qualche banconota, che Samson, riavutosi, getterà via. Due giorni dopo era tornato da Minskij, per essere cacciato dal suo intendente. Tuttavia, la sera di quello stesso giorno, aveva visto la carrozza dell'ussaro sfrecciargli davanti e fermarsi presso una casa a tre piani. Presagendo che Dunja vivesse lì, con uno stratagemma si era fatto rivelare dal cocchiere di Minskij in quale appartamento. Aveva bussato alla porta e chiesto alla cameriera della signora. Noncurante delle proteste della serva, si era messo a sbirciare di nascosto nella sala dove Dunja, bellissima e riccamente acconciata, civettava con il suo ussaro. Poi la fanciulla aveva visto il padre ed era svenuta, mentre Minskij lo aveva respinto in malo modo.
Tempo dopo, A. G. N. torna ancora alla stazione di posta. Samson Vyrin è ormai morto. Il figlio della famiglia che ora abita l'antica stazione si offre di accompagnarlo al cimitero dove l'uomo riposa. Gli racconta che, di recente, anche una signora molto elegante, giunta in carrozza con i tre figli e la balia, aveva chiesto del mastro di posta e si era recata sulla sua tomba. Qui, inginocchiatasi aveva pianto per molto tempo. A. G. N., saputo l'accaduto, riparte contento al pensiero che Dunja non aveva dimenticato suo padre.

## La signorina-contadina
(Bogdanovič)

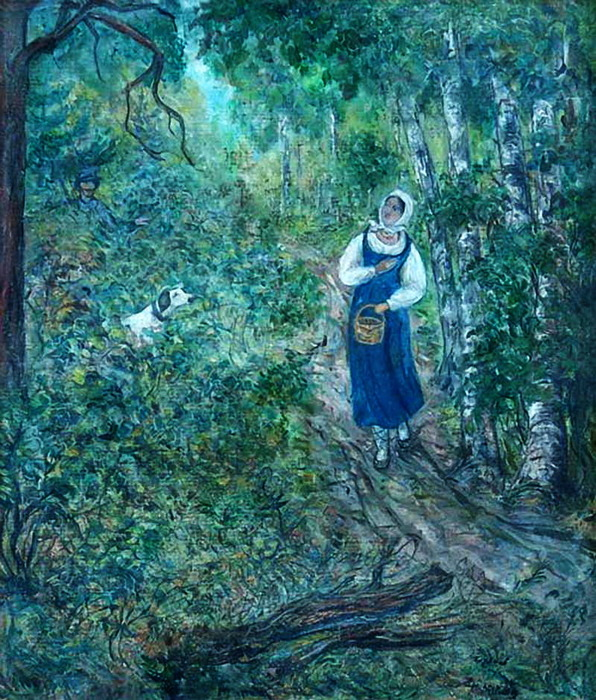
Composizione sul tema di Vasilij Milioti, 1934

Fu la giovane K. I. T., che già raccontò a Belkin La tormenta, a narrare questa storia. La novella riguarda la storia d'amore di due giovani, Lizaveta Muromskaja e Aleksej Berestov. Sono entrambi figli di possidenti terrieri e i loro appezzamenti sono confinanti. Tuttavia tra i due genitori non corre buon sangue: il padre di Lizaveta, Grigorij Ivanovič, è accusato da Ivan Petrovič, padre di Aleksej, di essere un anglofilo; a sua volta Muromskij non tollera il conservatorismo di Berestov, troppo attaccato, a parer suo, alle tradizioni russe.
La vicenda si apre con l'arrivo di Aleksej a casa del padre. Liza è l'unica signorina del posto che però non riesce a vederlo a causa dei rapporti fra i due genitori. Liza, curiosa di conoscere il giovane di cui ha tanto sentito parlare, decide di recarsi nella tenuta dei Berestov vestita da contadina. Aiutata dalla cameriera Nastja riesce nel suo intento e una mattina, fingendo di raccogliere funghi, si reca nel bosco di casa Berestov, dove sa di trovare Aleksej, solito cacciare col suo cane. Lizaveta si presenta come Akulina, la figlia del fabbro del paese, e fa colpo su di lui, tanto che, per evitare di essere cercata in paese, la qual cosa avrebbe fatto scoprire ad Aleksej la vera figlia del fabbro, gli promette di tornare il giorno appresso. Tra i due nasce presto l'amore e gli incontri si moltiplicano. Il povero Aleksj, che non sospetta nulla, insegna persino a leggere e a scrivere ad Akulina, la quale si rivela un'ottima allieva e nel giro di entro una settimana è in grado di corrispondere con lui.
Un giorno Grigorij Muromskij si fa male durante una battuta di caccia e viene soccorso da Berestov: tra i due rinasce una certa forma di rispetto e il primo, per sdebitarsi, invita il vecchio nemico col figlio a pranzo da lui. Liza è terrorizzata dall'idea che Aleksej conosca la sua vera identità e si trucca in modo da rendersi irriconoscibile. La giovane, che modifica anche il suo modo di parlare, non viene smascherata e, anzi, non piace affatto ad Aleksej. Muromskij e Berestov, dopo qualche tempo, si accordano per un matrimonio tra i loro figli, pur consapevoli che tra i due non ci sia una grande affinità. Berestov ne parla immediatamente al figlio e, al suo rifiuto, minaccia di diseredarlo. Aleksej riflette tra sé e capisce di amare Akulina. Decide allora di sposarla e di vivere con lei del proprio lavoro, quindi le scrive una lettera in questi termini. Il giorno dopo si reca da Muromskij per parlare con lui francamente, in modo da indurlo ad abbandonare il progetto di matrimonio. Giunto a casa dell'anglomane scopre però che Muromskij è assente e così opta per un colloquio diretto con Lizaveta. Ma quando entra in camera della ragazza, riconosce in lei, che siede davanti alla finestra e legge la sua lettera, l'amata Akulina.

## Edizione di riferimento
- Aleksandr S. Puškin, Racconti del defunto Ivàn Petróvič Bélkin, in Romanzi e racconti (trad. Annelisa Alleva), Milano, Garzanti, 1990, pp. 41–111.
- Aleksandr S. Puškin, Le novelle del defunto Ivan Petrovic Belkin, traduzione Leone Ginzburg, nota di Piero Gobetti, a cura di Dario Pontuale, Kogoi Edizioni, Roma, 2016.